# Dichapetalum glomeratum
Dichapetalum glomeratum är en tvåhjärtbladig växtart som beskrevs av Adolf Engler. Dichapetalum glomeratum ingår i släktet Dichapetalum och familjen Dichapetalaceae. Inga underarter finns listade i Catalogue of Life.